# Phản công
Phản công là hành động tấn công của một lực lượng quân sự ngay tức thì sau khi họ chặn đứng thành công một cuộc tấn công của quân đối phương. Để thực hiện một cuộc phản công thành công, lực lượng phòng thủ phải nhanh chóng và dứt khoát tấn công kẻ thù sau khi phòng thủ, với mục tiêu gây sốc và áp đảo kẻ thù.
Phản công là hoạt động chiến đấu của chiến thuật, mức độ chiến dịch và cả mức độ chiến lược chiến tranh.
Trong chiến tranh hạt nhân, một phản công được gọi là Trả đũa hạt nhân (Anh ngữ: nuclear retaliation) hay Cuộc tấn công thứ hai (Second strike).